# Рейхсталер

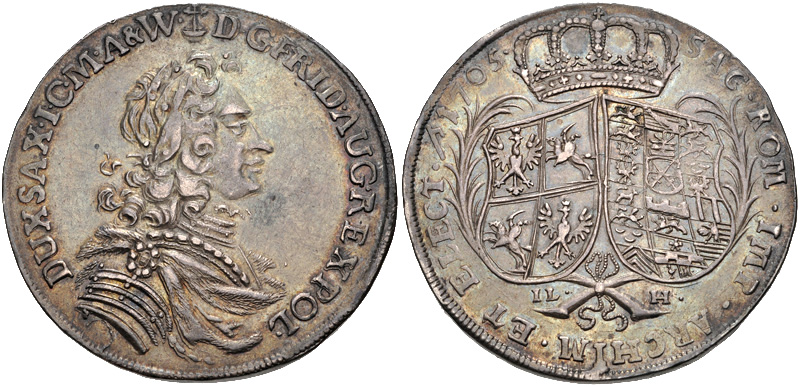
Рейхсталер Августа Сильного 1705 года

Рейхсталер (нем. Reichstaler, в дословном переводе «имперский талер») — крупная серебряная монета и денежная единица государств Священной Римской империи в XVI—XIX столетиях. В качестве реальной монеты часто назывался «специесталер» или «специесрейхсталер».
В 1566 году согласно аугсбургскому монетному уставу была введена новая денежная единица «рейхсталер» равная 1⁄9 кёльнской марки чистого серебра. Это соответствовало 29,23 г серебра 889 пробы, или 25,98 г чистого серебра.
Изначально рейхсталер приравняли к 68 крейцерам, но по мере его (крейцера) порчи 72, а в 1580 году — 90 крейцерам. Монеты стали чеканить многие государства. В середине XVI века рейхсталер получил широкое распространение и стал полноценной торговой монетой.
В государствах северной Германии рейхсталер делили на 24 грошена или 32 шиллинга.

Типичные сокращения (знаки) рейхсталера

В 1750 году во время правления Фридриха II в Пруссии была проведена так называемая Грауманская реформа. Согласно ей из кёльнской марки серебра стали выпускать 14 талеров. Соответственно вес монеты снизился до 22,27 г серебра 750 пробы (16,704 г чистого серебра). При этом эти монеты содержали надпись «reichsthaler».
Такое изменение весовых характеристик рейхсталера одним из наиболее сильных государств Германии привело к отказу других от использования данной денежной единицы. В 1753 году вследствие подписания Австрией и Баварией монетной конвенции появился конвенционный талер (1/10 кёльнской марки серебра), а вскоре и кроненталер (29,44 г серебра 873-й пробы или 25,9 г чистого серебра).
В 1816 году в Пруссии был выпущен последний талер с соответствующим обозначением номинала «reichsthaler».
В 1837 и 1838 годах были подписаны Мюнхенская и Дрезденская монетные конвенции. Изначально они были призваны обеспечить унификацию денежных систем участников договора, а в реальности привели к созданию на территории Германского таможенного союза двух валютных зон с преобладанием талера в странах северной Германии и гульдена — южной. Между ними был установлен чёткий обменный курс — 2 талера составляли эквивалент 3 1/2 гульденов. Хоть содержание чистого серебра в талере после 1838 года и оставалось прежним (1/14 кёльнской марки) его весовые характеристики отличались от «рейхсталера», так как он чеканился из серебра 900-й пробы.
В 1857 году между большинством немецких государств и Австрией была подписана Венская монетная конвенция. Согласно Венской монетной конвенции, основной весовой единицей для стран-участниц конвенции вместо кёльнской марки становился «таможенный фунт» (нем. Zollpfund) равный 500 граммам. Для стран Дрезденской монетной конвенции устанавливалась монетная стопа в 30 талеров из одного таможенного фунта, для Южно-Германского монетного союза — 52,5 гульдена, для Австрии — 45 гульденов. Новый талер получил название «союзного» (нем. Vereinstaler) и просуществовал до 1871 года.